# Slowakische Badmintonmeisterschaft 1970
Die Slowakische Badmintonmeisterschaft 1970 war die vierte offizielle Auflage der Titelkämpfe im Badminton in der Slowakei. Sie fand vom 18. bis zum 19. April 1970 in Košice statt.

## Medaillengewinner
| Disziplin    | Gold                               | Silber                            | Bronze                         |
| ------------ | ---------------------------------- | --------------------------------- | ------------------------------ |
| Herreneinzel | Peter Jacina                       | Jaroslav Kozák                    | Jozef Žuffa                    |
| Dameneinzel  | Gabriela Kaščáková                 | Oľga Plačková                     | Viera Vavráková                |
| Herrendoppel | Jaroslav Kozák Jozef Žuffa         | Peter Jacina Ladislav Rusnák      | Štefan Vaško Ján Šandorčin     |
| Damendoppel  | Gabriela Kaščáková Viera Vavráková | Oľga Plačková Stanislava Michnová | Ľuba Matejová Viera Koľveková  |
| Mixed        | Jaroslav Kozák Viera Vavráková     | Peter Jacina Ľubica Žitňanová     | Jozef Žuffa Gabriela Kaščáková |